# Feodor Stepanovich Rojankovsky

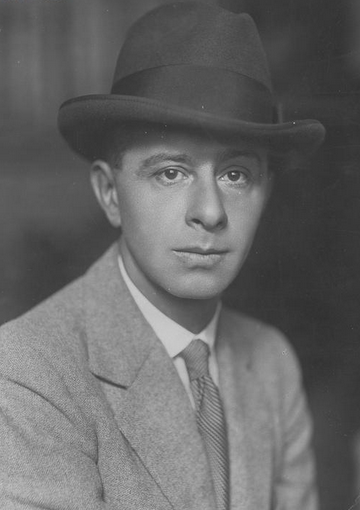
Feodor Stepanovich Rojankovsky

Feodor Stepanovich Rojankovsky (russisch Фёдор Степанович Рожанковский/Fjodor Stepanowitsch Roschankowski; * 24. Dezember 1891 in Mitawa, Russisches Kaiserreich; † 12. Oktober 1970 in Bronxville, New York), auch als Rojan bekannt, war ein emigrierter russischer Illustrator. Bekannt ist Rojan wegen seiner Illustrationen von Kinderbüchern und seiner erotischen Zeichnungen.

## Leben
Rojankovsky wurde in Mitawa im Kaiserreich Russland geboren, im heutigen Jelgava in Lettland. Sein Vater war Lehrer und als Hochschulverwaltungsbeamter tätig, eine Arbeit, die ihn mal hierhin mal dorthin verschlug. So wurde Rojans Schwester in Kischinjow geboren, das dann rumänisch wurde. Ein Bruder war aus Odessa und folglich ukrainisch und „klein-russisch“, der andere aus Moskau und deshalb „groß-russisch“. Die zweite Schwester wurde in Estland geboren und somit waren in der Familie fünf verschiedene Geburtsländer vertreten.  Die Schulzeit verbrachte Rojan zeitweise in Reval Tallinn, dessen landschaftliche Umgebung ihn sehr beeindruckte.
„Zwei große Ereignisse entschieden den Verlauf meiner Kindheit. Ich wurde in einen Zoo mitgenommen und sah dort die wunderbarsten Lebewesen der Erde: Bären, Tiger, Affen, Rentiere, und zum Höhepunkt meiner Begeisterung bekam ich einen Satz Farbstifte. Natürlich begann ich sofort die Tiere abzubilden, die meine Vorstellungskraft anregten. Auch als meine Brüder in den Ferien nach Hause kamen – sie gingen in der Hauptstadt zur Schule – versuchte ich ihre Zeichnungen und Gemälde nachzuahmen.“
Seine künstlerische Ausbildung absolvierte Rojanowski zwei Jahre lang an der Moskauer Hochschule für Malerei, Bildhauerei und Architektur und diente danach im Ersten Weltkrieg bis 1917 in der russischen Armee als Offizier. Skizzen, die er über den Krieg anfertigte, wurden in Kunstmagazinen abgedruckt. Während der Revolution illustrierte er Kinderbücher für die Ukrainische Volksrepublik. 1919 wurde Rojan für die Weiße Armee rekrutiert und beendete seine militärische Laufbahn in Polen hinter Stacheldraht.
1925 ging er nach Frankreich und studierte bei Esther Averill. Ein Frühwerk von 1931, vermutlich sein Erstling, sind Illustrationen zu den Abenteuern von Daniel Boone. In Paris entstand neben anderen erotischen Buchillustrationen anonym die Mappe Idylle Printaniere, eine erotische Begegnung in 30 kolorierten Lithographien, die bald als von Rojan stammend identifiziert wurde und die manche als sein Hauptwerk betrachten. Richard Bocci datiert die Mappe auf 1934 in seinem Vorwort zu einer Neuausgabe als Spring Romance. Pariser Frühlingsromanze. Idylle Printaniere. Auch Rojans erste Tierfiguren entstehen in Frankreich, der Seehund Scaf, das Eichhörnchen Panache und die Wildente Plouf.
Eine steile Karriere als Illustrator begann, als er zu Beginn des Zweiten Weltkrieges nach Amerika emigrierte. Er illustrierte mehr als 100 Bücher, die zum größten Teil von Tieren und Natur handelten. Rojankovsky schrieb auch selbst, z. B. Das Große Dicke Buch der Tiere, das 1951 in Frankreich und 1952 in USA erschien. 1956 wurde ihm für das Bilderbuch Frog Went A-Courtin' , nacherzählt von John Langstaff, die Caldecott Medal verliehen. Rojankovsky starb 1970 in Bronxville, NY.
Sein Werk wurde 1998 in Villeurbanne, Cavaillon und Blois gezeigt.

## Werk
Die Deutsche Nationalbibliothek verzeichnet nur einen Bruchteil seiner
Bücher :
- zusammen mit Marguerite Reynier: Tierfamilien. Metzner, Frankfurt a. M.  1949.
- Kunterbunte Tiergeschichten. Delphin, Stuttgart, Zürich 1973.
- Tiere im Wald. Delphin, Stuttgart, Zürich 1976.
- zusammen mit Jeannette Krinsley: Der Ausflug zum anderen Berg. Carlsen, Reinbek bei Hamburg 1976.